# Joost van den Vondelprijs
De Joost van den Vondelprijs (Joost-van-den-Vondel-Preis) was een cultuurprijs die tussen 1960 en 2000 door de Alfred Toepferstichting werd toegekend aan kunstenaars en wetenschappers uit het Nederlandse en Vlaamse cultuurgebied, met een uitbreiding in 1993, 1996 en 1999 naar Duitse laureaten. 
De naar de dichter Joost van den Vondel genoemde prijs werd toegekend door een  Nederlands-Vlaams-Duitse jury en aan de Universiteit van Münster door de rector van deze instelling uitgereikt. Tegelijk met de prijs werden gedurende de laatste jaren ook reis-stipendia aan studenten uitgekeerd.
De prijs was een van de circa vijftig prijzen die door de Hamburgse filantroop Alfred Toepfer in het leven was geroepen ter ondersteuning van culturele en wetenschappelijke Europese doelen. Hiervan bleven er na een reorganisatie in 2006 nog vijf over. De Joost van den Vondelprijs was al in 2000 voor het laatst uitgereikt.

## Lijst van laureaten (selectie)
- 1963: Albert van Dalsum, Nederlands acteur
- 1968: Maurits De Meyer, Vlaams historicus
- 1971: Fernand Collin, Vlaams bankier
- 1974: Leo Cappuyns, Vlaams bestuurder van culturele instellingen
- 1975: Hebe Charlotte Kohlbrugge, Nederlands theologe
- 1980: Anton van Wilderode, Vlaams dichter
- 1981: Ernst Kossmann, Nederlands historicus
- 1983: Roger Raveel, Vlaams schilder
- 1984: Judith Herzberg, Nederlands dichteres
- 1985: Frans Baudouin, Belgisch kunsthistoricus en museumdirecteur
- 1987: J. Sperna Weiland, Nederlands theoloog
- 1990: Peter Schat, Nederlands componist
- 1992: Max Wildiers, Vlaams filosoof
- 1993: Hans Croiset, Nederlands regisseur
- 1994: Hubertus Menke, Duits germanist
- 1995: Vic Nees, Vlaams componist
- 1996: Heinz Spielmann, Duits kunsthistoricus
- 1997: Jiří Kylián, Nederlands-Tsjechisch choreograaf
- 1998: Eric Suy, Vlaams rechtsgeleerde
- 1999: Heinrich Tiefenbach, Duits germanist
- 2000: Sem Dresden, Nederlands essayist